# تیم ملی والیبال زنان اوکراین
تیم ملی والیبال زنان اوکراین تیم ملی والیبال زنان کشور اوکراین است.

## نتایج

### بازی‌های المپیک تابستانی
- ۱۹۹۶ — جایگاه ۱۱ام
- ۲۰۰۰ — واجد شرایط نشد
- ۲۰۰۴ — واجد شرایط نشد